# Sarah Jaffe
Sarah Jaffe (Red Oak, 29 de janeiro de 1986) é uma cantora norte-americana.
Jaffe lançou o seu primeiro EP intitulado Even Born Again, reconhecido pela Rolling Stone e pela Dallas Observer. Em finais de 2009, Jaffe assinou um contrato com a Kirtland Records e em maio de 2010 publica o seu primeiro album completo "Suburban Nature".  Realizou várias turnês com Lou Barlow, Norah Jones, Blitzen Trapper e Chelsea Wolfe, para além de ter feito parte de bandas como Midlake, Old 97’s e Centro-matic.
Em 2011, publicou "The Way Sound Leaves a Room", que foi apresentado como um EP, que incluia um DVD da sua atuação no Wyly Theatre em Dallas em fevereiro desse ano. Esta publicação inclui um cover de uma canção de Drake "Shut it Down". Com esta edição, Sarah começou a progredir de um som popular acústico para um indie rock mais orquestral.
Em 2012, revelou aos seus fãs algumas músicas do seu próximo álbum New Multitudes Tour. Em abril, Sarah lançou o seu último álbum intitulado "The Body Wins", produzido por John Congleton. Em dezembro desse mesmo ano, ela interpretou "Talk", uma canção desse álbum, no Jimmy Kimmel Live.

## Discografia
- Even Born Again EP (2008)
- Suburban Nature (2010)
- The Way Sound Leaves a Room EP (2011)
- The Body Wins (2012)[6]
- Don't Disconnect (2014)